# 평창우체국
평창우체국(平昌郵遞局)은 평창 지역의 우편과 우체국금융서비스를 제공하는 강원지방우정청 소속 우체국이다. 강원특별자치도 평창군 평창읍 평창중앙로 66에 있다.

## 연혁
- 1905년 6월 13일: 평창 임시우편소로 개소
- 1950년 1월 15일: 평창우체국으로 개칭
- 1972년 1월 1일: 사무관으로 승격
- 1992년 12월 23일: 현청사로 개축이전
- 2001년 7월 1일: 평창계촌우체국 폐국[1]
- 2001년 7월 2일: 평창계촌우편취급소 개국[2]
- 2001년 9월 3일: 평창계촌우편취급소 폐국[3]
- 2008년 1월 1일: 횡계우체국을 대관령우체국으로 명칭 변경[4]
- 2016년 10월 1일: 용평우체국, 면온출장소를 시간제우체국으로 전환[5]

## 관할 우체국
| 우체국명              | 사진 | 주소                                          | 비고                                    |
| --------------------- | ---- | --------------------------------------------- | --------------------------------------- |
| 대관령우체국          |      | 강원특별자치도 평창군 대관령면 대관령로 70    | 2008년 1월 1일 횡계우체국에서 명칭 변경 |
| 대화우체국            |      | 강원특별자치도 평창군 대화면 대화중앙로 128-5 |                                         |
| 미탄우체국            |      | 강원특별자치도 평창군 미탄면 미탄중앙로 32    |                                         |
| 방림우체국            |      | 강원특별자치도 평창군 방림면 서동로 1336      |                                         |
| 봉평우체국            |      | 강원특별자치도 평창군 봉평면 기풍로 128       |                                         |
| 용평우체국            |      | 강원특별자치도 평창군 용평면 경강로 2017-18   | 2016년 10월 1일부터 시간제우체국 시행   |
| 진부우체국            |      | 강원특별자치도 평창군 진부면 청송로 80        |                                         |
| 평창계촌우체국        |      | 강원도 평창군 방림면 계촌리 1414              | 2001년 7월 1일 폐국                     |
| 평창계촌우편취급소    |      | 강원도 평창군 방림면 계촌4리 414              | 2001년 7월 2일 신설 2001년 9월 3일 폐국 |
| 평창우체국 면온출장소 |      | 강원특별자치도 평창군 봉평면 진조길 10        | 2016년 10월 1일부터 시간제우체국 시행   |

## 조직
- 경영지도실
- 영업과
- 우편물류과